# Eddy Willemsen
Eddy Willemsen (Rotterdam, 27 augustus 1965) is een Nederlandse radio-dj, muzikant, componist en ondernemer. Daarnaast is Willemsen oprichter van het landelijke commerciële radiostation Radio 121 en eigenaar van platenlabel Edcetera Music.

## Carrière
Willemsen presenteerde als radio-dj gedurende de jaren 80 en 90 bij de TROS diverse programma's waaronder Nachtwacht, Havermoutshow, Tros Sport en Tros Aktua. Ook was hij werkzaam voor Radio 1, Radio 2 en 3FM.
Als muzikant was hij onder meer verbonden aan de band 'One For All' en 'Bad News'. In 2005 kwam zijn eerste soloalbum 'Don't say a word' uit. Hiervoor werkte hij samen met Armand die op het nummer 'Give it a try' te horen is op de mondharmonica. Als solo artiest stond Willemsen vier keer in de hitlijsten. Het lied 'Come on' uit 2005 werd ook uitgebracht in het buitenland, waaronder in Rusland, Frankrijk, Ierland, de USA en Duitsland. Het album 'Always the Sun' nam hij op tijdens zijn verblijf op Curacao van 2006 tot 2012, Zijn singles 'Fool Goin' Home' dat ging over de coronacrisis, 'Julia', 'Sharks are Lonely', 'No Excuse' en 'The New Girl on 51st Street' uit 2020, 2021 en 2022 werden uitgebracht in 12 landen. Na een korte muzikale pauze als gevolg van stemproblemen verschenen in 2024 de singles Let it Go en Brand New Summer Day. Eddy Willemsen speelt op zijn nummers alle instrumenten zelf en laat zijn muziek masteren in de Abbey Road Studio's in London.

## Discografie

### Albums
- 2005: Don't say a word
- 2012: Always The Sun
- 2019: The New Girl on 51st Street

### Singles
- 1989: We can have a good time (met One For All)
- 1991: All Over Now (met One For All)
- 1992: Real Men (met One For All)
- 2005: Come on
- 2005: I Won't Let you Go
- 2006: Clever
- 2011: Hidin' Away (met Bad News)
- 2012: Down, Out & Far From OK
- 2015: Lucky Me
- 2019: Julia
- 2020: Fool Goin' Home
- 2021: Sharks are Lonely
- 2021: No excuse
- 2022: The New Girl on 51st Street
- 2024: Let it Go
- 2024: Brand New Summer Day